# Desigualtats de Leggett
Les desigualtats de Leggett, que reben el seu nom del premi Nobel de física Anthony James Leggett que les va derivar, són un parell d'expressions matemàtiques relacionades que descriuen correlacions de les propietats de partícules entrellaçades. (Les desigualtats publicades per Legget van ser exemplificades en termes d'angles relatius de polaritzacions el·líptiques i lineals.) Són desigualtats satisfetes per un gran nombre de teories físiques basades en particular en suposicions no-locals i realistes, que poden ser considerades com a versemblants o intuïtives d'acord amb el sentit comú físic.
Les desigualtats de Leggett són violades per la mecànica quàntica. Resultats experimentals realitzats el 2007 i 2010 han demostrat un millor acord amb la mecànica quàntica que amb les desigualtats de Leggett. Donat que les proves experimentals sobre les desigualtats de Bell han eliminat la teoria de realisme local en mecànica quàntica, la violació de les desigualtats de Leggett es considerada com una falsabilitat del realisme en mecànica quàntica, és a dir de la idea "que els sistemes físics posseeixen conjunts complets de valors definitius per diversos paràmetres previs a la mesura experimental i independents d'aquesta".